# Lithraea brasiliensis
Lithraea brasiliensis, conhecida popularmente como aroeira-de-bugre, aroeira-brava, aroeira-do-mato, aroeirinha-preta, bugreiro, coração-de-bugre e pau-de-bugre, é um arbusto da família das anacardiáceas.

## Descrição
Árvore perenifólia, heliófita, espécie pioneira, secundária inicial ou clímax. Sua altura atinge até 25 m e seu diâmetro 45 cm. Possui flores branco-esverdeadas em panícula. O fruto é drupáceo, branco ou verde-azeitona-claro. Sua madeira é útil para cercas, lenha e carvão.

## Distribuição
Esta espécie ocorre no Brasil, nos estados de Minas Gerais, Santa Catarina, Rio Grande do Sul, Paraná, Rio de Janeiro e São Paulo.